# Schloss Ratibor

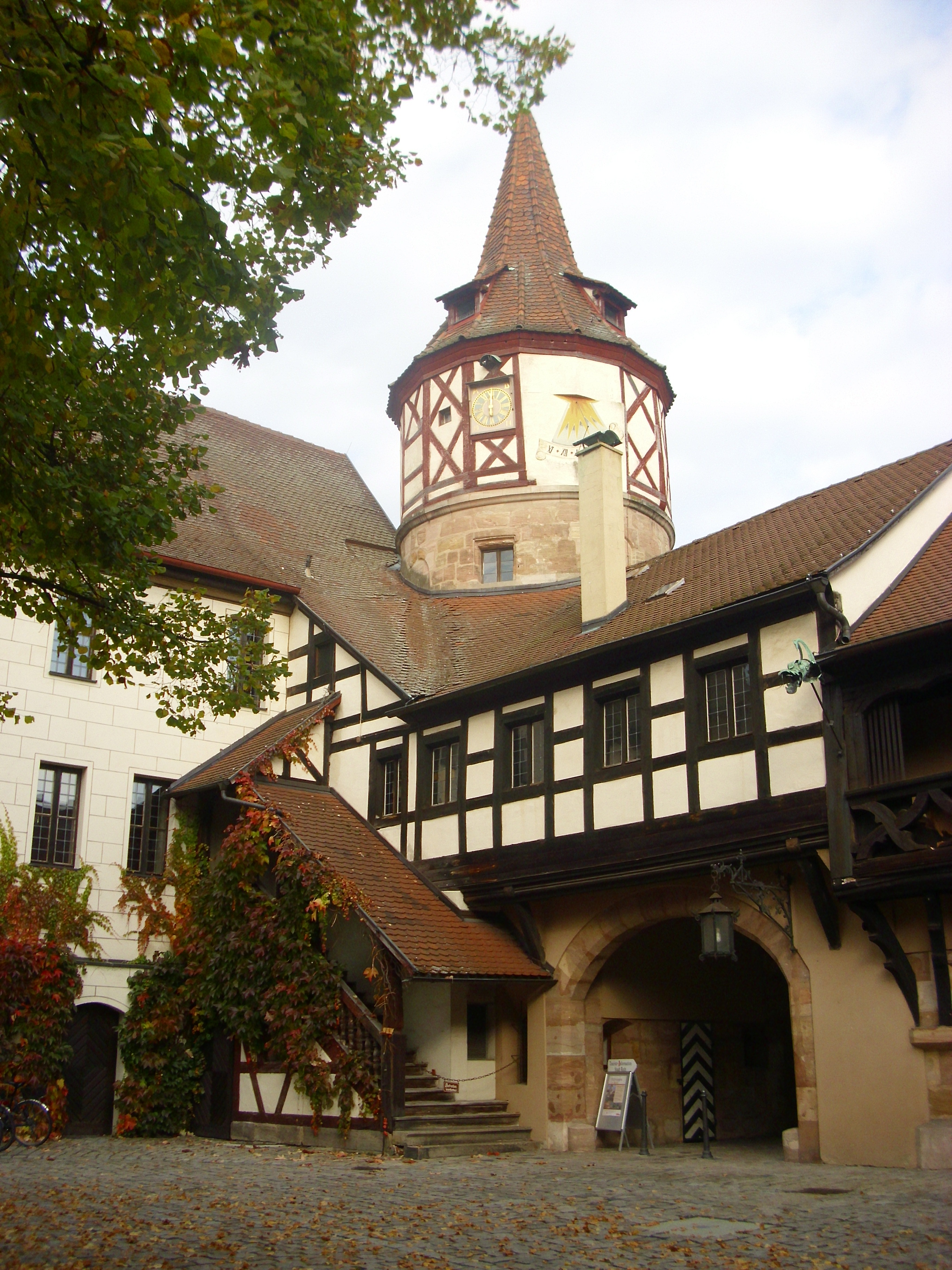
Schloss Ratibor, binnenplaats

Schloss Ratibor is een kasteel in Roth, gelegen in de regio Mittelfranken van de Duitse deelstaat Beieren. Het werd in 1535 gebouwd in opdracht van George van Brandenburg-Ansbach, markgraaf van het Vorstendom Ansbach, en diende van 1892 tot 1915 als residentie van de plaatselijke industriemagnaat Friedrich Wilhelm von Stieber (1846-1915), die het met weelderige schilderijen in renaissance- en barokstijl liet versieren. Diens weduwe schonk het slot in 1942 aan het stadsbestuur. Sedert 1953 is op de tweede verdieping het stadsmuseum van Roth ondergebracht.

## Beschrijving
Schloss Ratibor ligt op het adres Hauptstraße 1, naast het marktplein van Roth. Het slot heeft geen banden met de Poolse stad Racibórz, maar werd door markgraaf Georg gebouwd met belastinginkomsten uit het Silezische Hertogdom Ratibor, dat aan Brandenburg-Ansbach verpand was. Hij noemde het kasteel Ratibor an der Retzet, naar de rivier Rednitz die door Roth stroomt. Voordien bevond zich in Roth generlei slot of kasteel, maar het stadje had stadsmuren waarvan bouwheer Wolfgang Steinmetz en timmerman Jobst Gunzenhäuser als fundering voor het slot gebruikmaakten. Doordat het kasteel ten dele op de westelijke stadsmuur van Roth gebouwd werd, kon het binnen drie jaar afgewerkt worden.
Het hoofdblok aan de westelijke zijde is 32 meter lang bij 16 meter breed en telt drie verdiepingen. Het noordelijke en zuidelijke uiteinde van dit blok worden door een toren afgebakend. Het oostelijke deel van het slotdomein grenst aan de straat en bevat een poortgebouw met in de noordoostelijke uithoek een toren. In de zuidoostelijke uithoek bevond zich een stadspoort die eind negentiende eeuw gesloopt werd. De noordelijke en zuidelijke bouwwerken die de binnenplaats omsluiten, kregen in latere eeuwen hun huidige vorm. Het noordelijke blok diende oorspronkelijk als paardenstal, waarbovenop in 1623 een graanschuur werd gebouwd. De houten galerij aan de zuidelijke zijde van de binnenplaats dateert uit circa 1736.
Aan de uitwendige structuur van het kasteeldomein is sinds de late achttiende eeuw weinig meer veranderd. De interne inrichting daarentegen weerspiegelt de inzichten van Wilhelm von Stieber en zijn zoon Hanns Siegmund, die het slot eind negentiende, begin twintigste eeuw bewoonden. Er zijn zestiende-eeuwse inventarissen van meubelstukken bewaard, maar het is onbekend waar zich de vermelde stukken bevonden. Als leden van de gegoede burgerij vulden de Stiebers hun residentie met antiek ogend meubilair, dat echter veelal uit nieuwe artefacten in een historische stijl bestond. Een reeks schilderijen uit een klooster in Baden-Württemberg dateert uit omstreeks 1760 en werd door Hanns Siegmund von Stieber in de zogeheten barokkamer opgehangen.

### Eerste verdieping

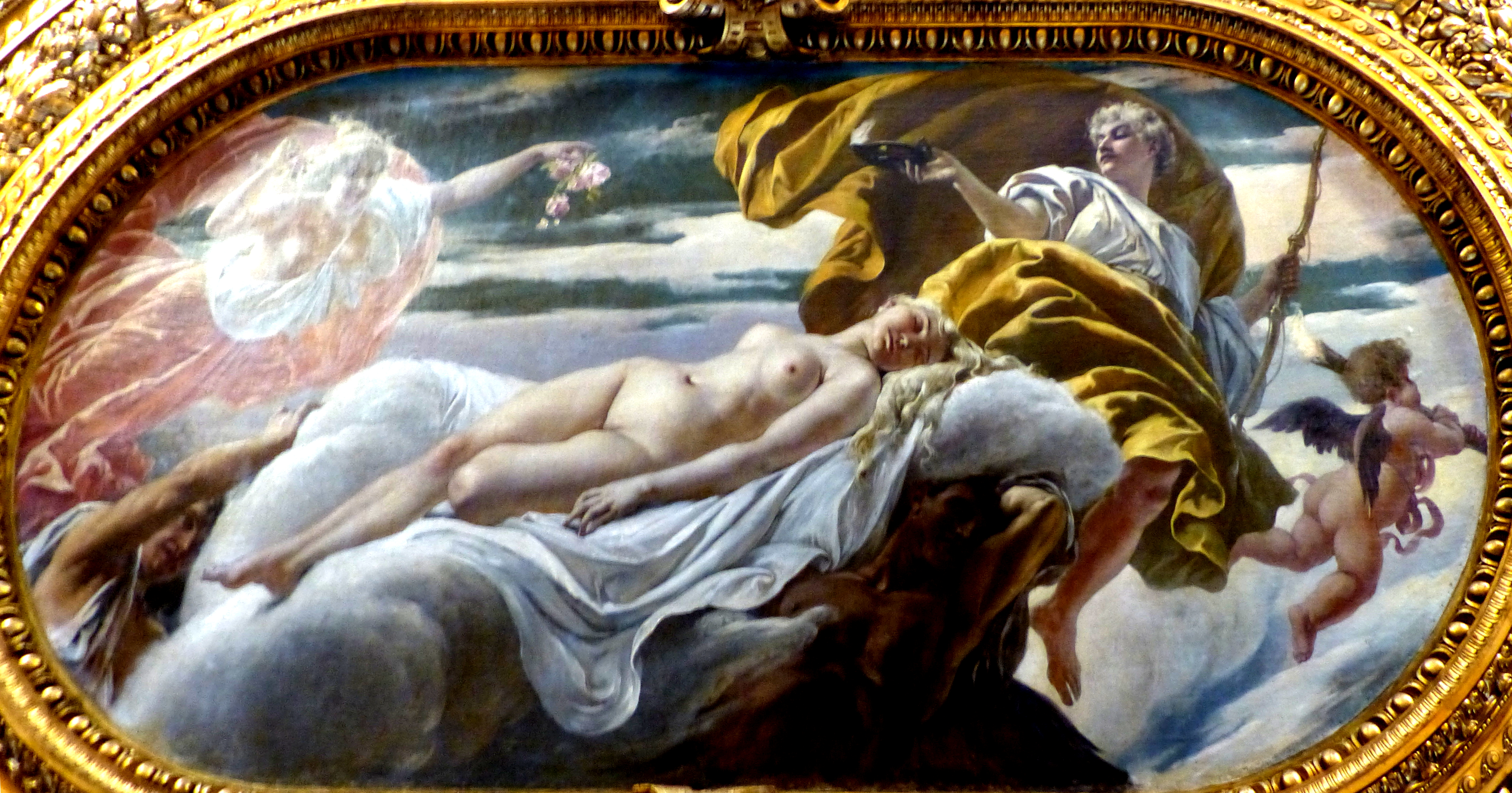
Ontvoering van Iphigenia

Het bezoekerscentrum bevindt zich links van de marmeren traphal. Deze trappen zijn eclectisch uitgevoerd met fraai versierde gewelven. Tussen de eerste en de tweede trap prijkt een gebrandschilderd raam, bestaand uit zes panelen. Centraal staat markgraaf Georg, met linksboven het wapen van het geslacht Bibra, rechtsboven het wapen van de Brockdorffs en boven de markgraaf dat van de familie Stieber zelf. Hiermee legitimeerde Wilhelm von Stieber zich op niet mis te verstane wijze als nieuwe kasteelheer van Schloss Ratibor en opvolger van de markgraven van Brandenburg-Ansbach. Hij behoorde vanaf 1904 tot de adelstand en overleed in 1915, kort nadat hij vernomen had dat Lodewijk III van Beieren hem tot Freiherr had bevorderd.
De eerste verdieping wordt gedomineerd door de eetzaal en de pronkzaal, die op elkaar aansluiten. De eetzaal is geheel uitgevoerd in Duitse renaissancestijl uit de zestiende eeuw, zoals die in patriciërswoningen in Neurenberg werd aangetroffen. Dit vertrek is een creatie van de binnenhuisarchitect Conradin Walther, wiens monogram op de middelste deur van de aanrechtkast is aangebracht. Centraal staat een lange tafel; in alle stoelen daaromheen is het wapen van de familie von Stieber gekerfd. De zogenaamde Nederlandse schilderijen in de eetzaal zijn alle van Ferdinand Wagner en beelden taferelen in verband met eten af in de stijl van de Hollandse School: er is onder andere een marktscène, een schilderij van een visverkoopster en een keldertafereel. De familie von Stieber wordt in vroeg-zeventiende-eeuwse kledij aan tafel afgebeeld. Vermoedelijk werd de kunstenaar bij deze portretten grotendeels de vrije hand gelaten.

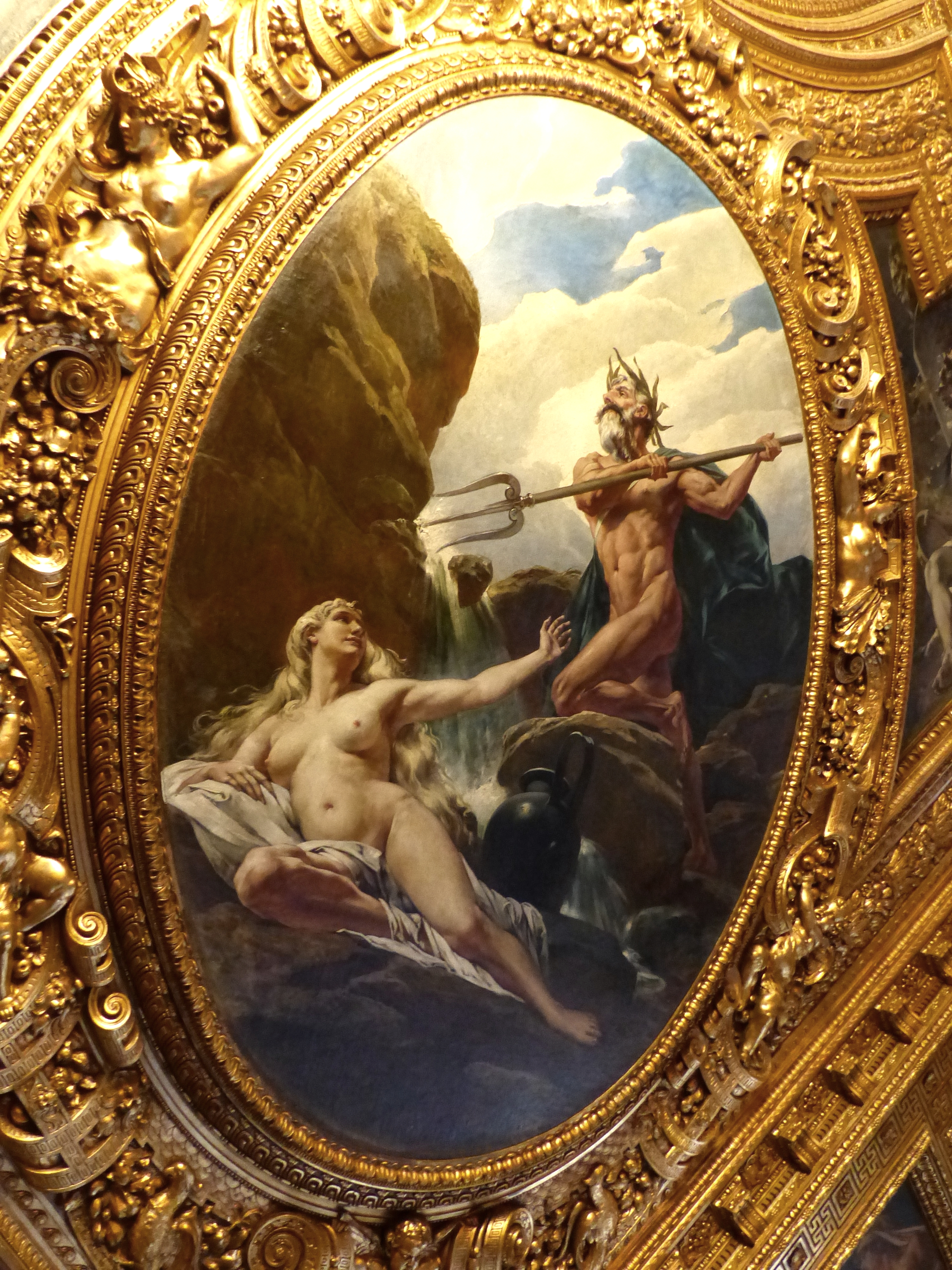
Amphitrite en Poseidon

Het plafond van de pronkzaal toont 33 monumentale schilderijen in heroïsche barokstijl, die vooral verhalen uit de Griekse mythologie voorstellen. Ook deze zijn van de hand van Ferdinand Wagner. Onder de taferelen bevinden zich, benevens portretten van markgraaf Georg en zijn nakomelingen, afbeeldingen van dansende putti, de muzen en de jaargetijden. Mythologische schilderijen stellen onder andere Dionysos en Ariadne voor, de roof van Ganymedes en de ontvoering van Iphigenia. Het grootste plafondschilderij, dat in het midden van de zaal hangt, heet Triomf der schoonheid en stelt de godin Aphrodite met de Drie Gratiën onder een firmament van goden voor; op de voorgrond wordt Wilhelm von Stieber hier als zeventiende-eeuws schilder afgebeeld. De wanden van de pronkzaal zijn behangen met valse wandtapijten, dat wil zeggen schilderijen die de indruk van een geweven textuur wekken. Ze stammen uit het atelier van Rudolf Seitz. Deze werken beelden verhalen uit de Odyssee af en dragen bijschriften in opzettelijk archaïsch gespeld Latijn. Ze onderlijnen bovenal de geletterdheid van de kasteelheer en de hernieuwde belangstelling voor Homerus aan het eind van de negentiende eeuw.
De schilderijen aan het plafond leggen sterk de klemtoon op bekoorlijkheid en aanlokkelijkheid. Bij nader toekijken valt op dat de figuren minder aan heroïsche poses uit de barok herinneren dan aan de vroege erotische foto’s uit Stiebers tijd. De afgebeelden, en vooral de vrouwen, zijn bij voorkeur naakt en bevallig; een troep dronken Bacchanten, de slapende Iphigenia en Amphitrite zijn allen aantrekkelijke jonge vrouwen, terwijl de eveneens blote Ganymedes opvallend vrouwelijke trekken vertoont. Dergelijke mythologische schilderijen boden in de preutse late negentiende eeuw een handig voorwendsel om het vrouwelijke lichaam af te beelden zonder dat hier, gelet op de klassiek-literaire context, van pornografie sprake kon zijn. Van Wilhelm von Stieber is bekend dat hij een bijzondere belangstelling voor het jonge vrouwelijke lichaam had; er deden geruchten over affaires de ronde, waarop ironisch gezinspeeld wordt met het laatste schilderij, dat de godin Fama voorstelt. Het uiteindelijke doel van deze plafondschilderijen was dan ook het uitstralen van een zwoel-erotische sfeer. De monumentale haard in de pronkzaal is louter decoratief; hij is onbruikbaar, want niet op een schoorsteen aangesloten.
Op de eerste verdieping bevinden zich voorts nog een galerij waarin wisselende tentoonstellingen van historische en hedendaagse kunstenaars worden gehouden, de wintertuin, de schoorsteenkamer, de muziekkamer, de barokkamer en de Seitz-galerij.
De wintertuin en de schoorsteenkamer zijn kleinere ruimten waarin familieportretten van de Stiebers hangen. In de schoorsteenkamer staat een laat-negentiende-eeuwse ronde tafel met leeuwenpoten. De muziekkamer en de barokkamer zijn verbonden door een glazen deur. Deze beide zijn neoclassicistisch uitgevoerd; van het meubilair blijven nog slechts twee sofa’s in Lodewijk XVI-stijl over.
De Seitz-galerij is gewijd aan de kunstenaar Anton Seitz, die eveneens uit Roth kwam en een verwant van Wilhelm von Stieber was. Aan de wanden hangen diverse werken van Seitz, veelal miniaturen, die het leven van gewone mensen op realistische wijze afbeelden.

### Tweede verdieping

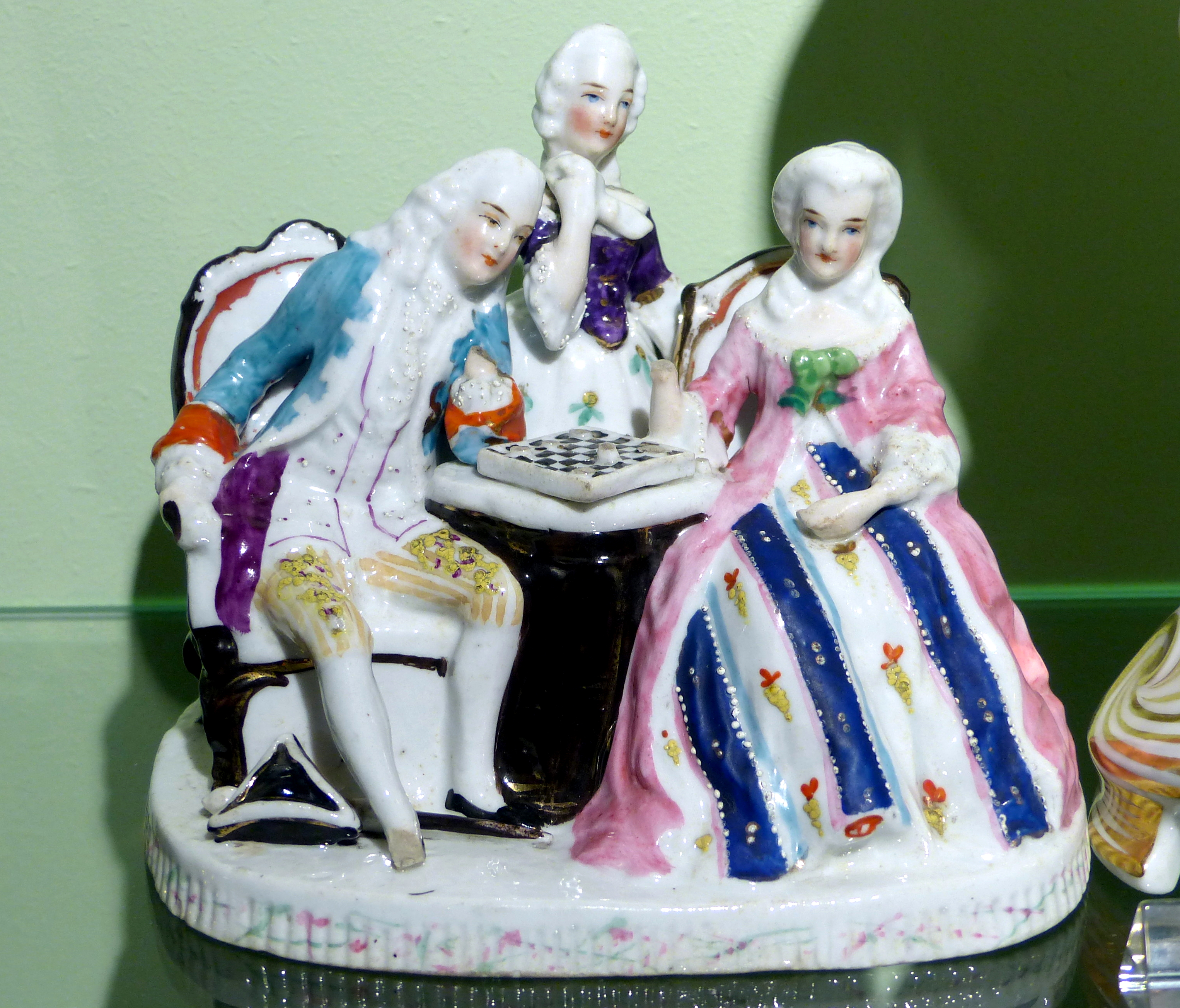
Porseleinen schaakspel (ca. 1890)

De tweede verdieping bevat de collecties van het stadsmuseum Roth en omvat twaalf kamers. De vertrekken bevinden zich aan weerszijden van een galerij waarin grootste historische doeken van Ferdinand Wagner hangen. De collecties behandelen onder meer de geschiedenis van de Landkreis Roth, de kerkelijke geschiedenis, ambachten en gilden, ordehandhaving en het verenigingsleven. In de ronde torenkamer hangen eveneens schilderijen van Wagner, ditmaal betreffende de geschiedenis van het kasteel zelf.
In de enfilade ter rechterzijde van de galerij worden woonkamers en kledingstukken uit Midden-Franken tentoongesteld, benevens enkele producten van de vroegere speelgoedfabriek van Roth. Eveneens vertegenwoordigd is de keramiekcollectie van de kunstenaar en schrijver Erwin Oehl uit Thalmässing, die een aanzienlijke verzameling achttiende- en negentiende-eeuwse aardewerken kruiken en kannen aanlegde. Voorts herbergt het museum nog houten, ongeveer vijfhonderd jaar oude heiligenbeelden die door Hanns Siegmund von Stieber werden aangekocht, alsook schietschijven, kachels en velocipedes.

## Geschiedenis

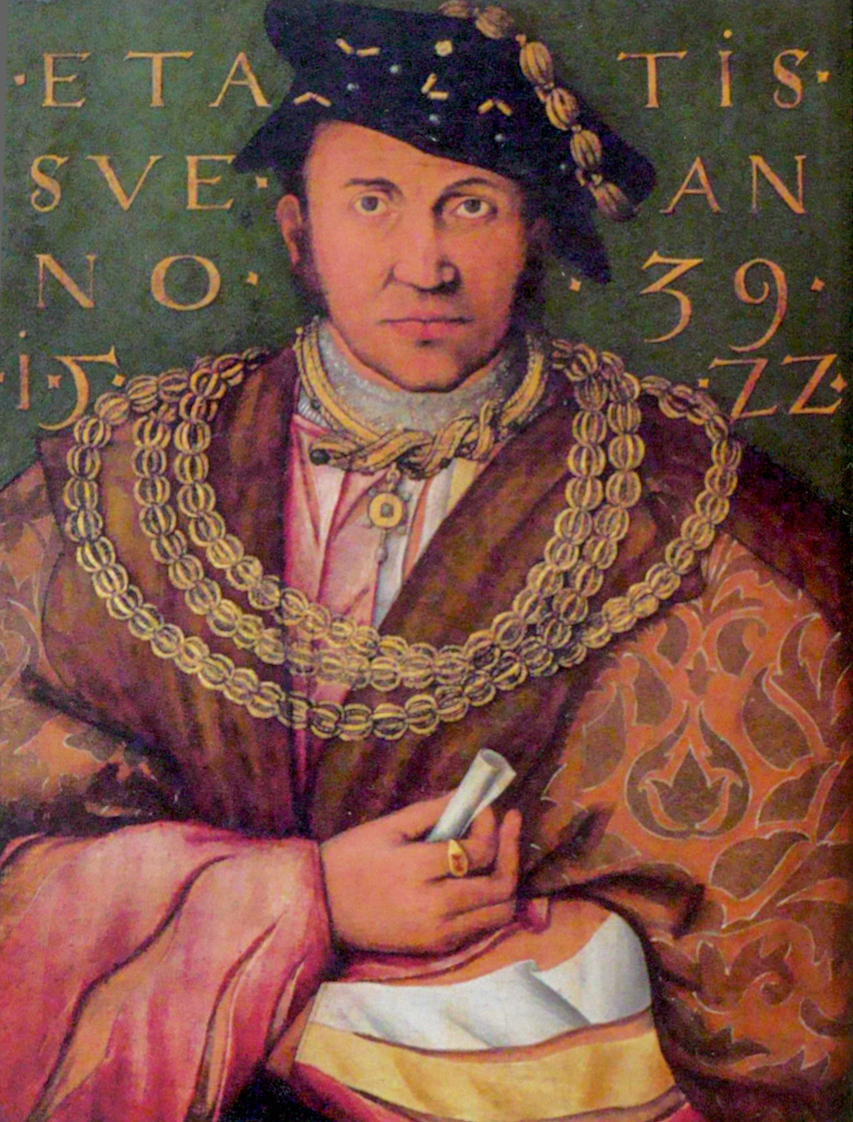
Georg van Brandenburg-Ansbach

De bouw van Schloss Ratibor begon op 7 maart 1535 en was na ongeveer drie jaar voltooid. De zuidwestelijke uithoek van de stad bood uitzicht over de vallei van de Rednitz. De oorspronkelijke zestiende-eeuwse dakconstructie van het hoofdblok is bewaard. Markgraaf Georg van Brandenburg-Ansbach stamde uit het Huis Hohenzollern, dat zijn macht in de voorgaande eeuwen vanuit Franken middels een uitgekiend huwelijksbeleid langzaam had uitgebreid en het markgraafschap Brandenburg verworven had. Georg, bijgenaamd de Vrome omdat hij als vroege volgeling van Maarten Luther het protestantisme in zijn gebieden invoerde, bedoelde Schloss Ratibor als jachtslot; het was in eerste instantie een lustverblijf voor jachtpartijen en andere gezelschappen, waarbij de bestuurlijke functie een bijkomstigheid was. In het voorjaar van 1537 werden 20.000 bakstenen voor de inwendige opbouw van het kasteel besteld.
Het oorspronkelijke meubilair kwam grotendeels uit een opgeheven klooster in Solnhofen. Aannemelijk is dat deze inrichting verloren ging bij de aanval op Roth door de troepen van Johan t'Serclaes van Tilly tijdens de Dertigjarige Oorlog, waarin het kasteel geheel en al geplunderd werd. De hoogste gezagvoerder van de markgraaf, de Oberamtmann, woonde in de toren in de noordoostelijke hoek van het kasteeldomein.
Na het uitsterven van de Frankische lijn van de Hohenzollern met George Frederik I van Brandenburg-Ansbach in 1603 ging Schloss Ratibor over op de zonen van Johan Georg van Brandenburg. Anno 1736, onder Karel Willem Frederik van Brandenburg-Ansbach, werd de woning van de Oberamtmann nogmaals uitgebreid, maar dit was de laatste verbouwing die ten tijde van de markgraven plaatsvond. Evenals de overige bezittingen van het geslacht werd het kasteel in 1791 door de kinderloze Karel Alexander van Brandenburg-Ansbach, die daarop naar Engeland verhuisde, in ruil voor een lijfrente overgemaakt aan Pruisen. De staat Pruisen schafte het eeuwenoude asielrecht van de stad Roth af, waarbij schuldenaren en eerlijke misdadigers tegen betaling een jaar lang asiel in Roth konden aanvragen. Hiermee kwam een bron van inkomsten voor de stad te vervallen.
Frederik Willem II van Pruisen voerde een economisch saneringsbeleid in het kader van zijn centraliseringspolitiek. Het hoofdblok en de zuidelijke vleugel van Schloss Ratibor werden dan ook in 1791 verkocht aan de industrieel Johann Philipp Stieber, die een fabriek voor leonische Drähte bezat. Hij bracht zijn fabriek onder in het hoofdgebouw en nam zijn intrek in het zuidelijke gedeelte.

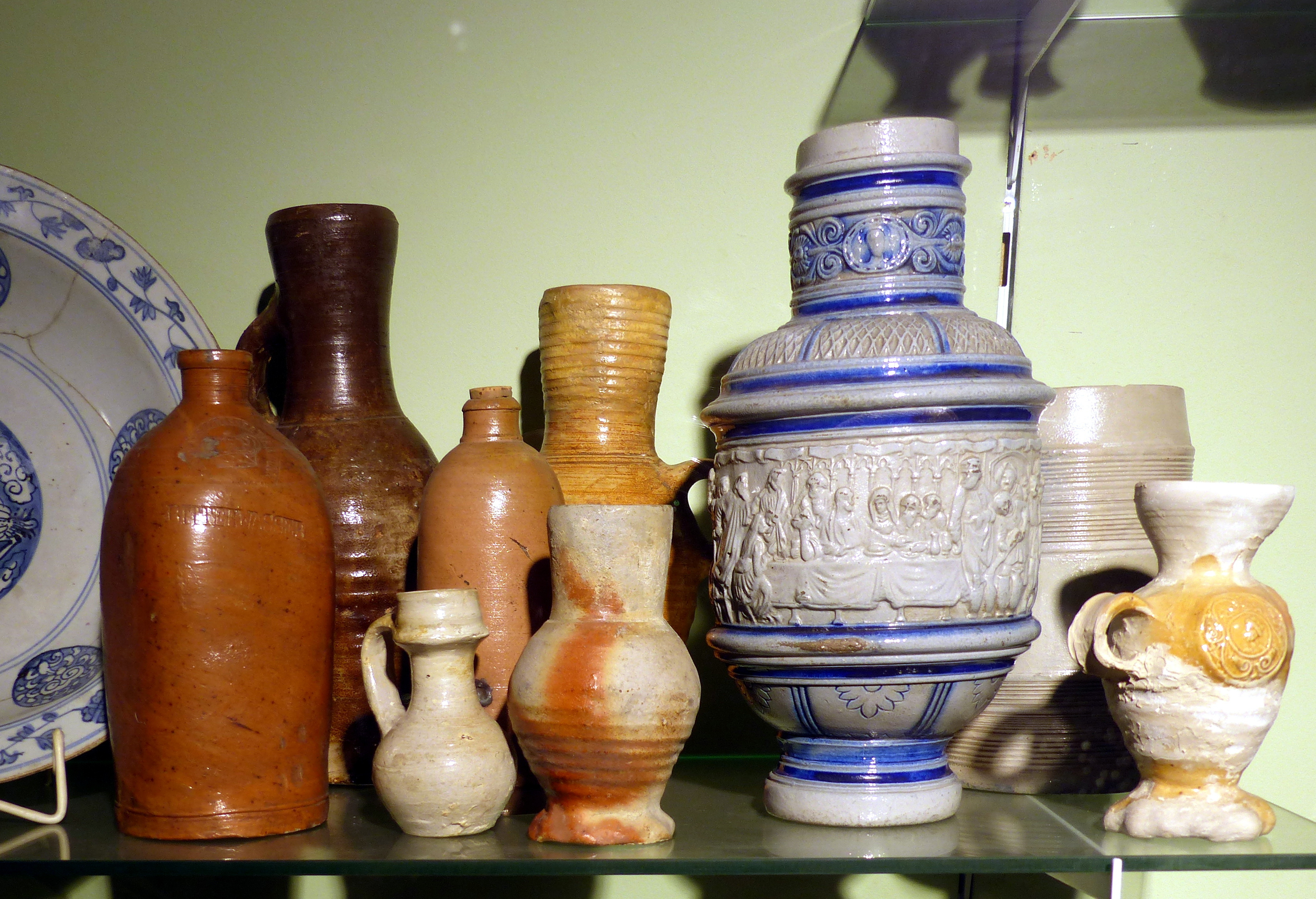
Aardewerk uit de collectie van Erwin Oehl

Roth werd in 1806 door het nieuwe Koninkrijk Beieren verworven en in 1808 verhuisde het districtsbestuur van Roth naar Pleinfeld. Bijgevolg verwerd Roth in de eerste helft van de negentiende eeuw van een bestuurlijk centrum tot een politiek onbeduidend provinciestadje. In 1811 kocht Stieber de rest van het kasteel van Beieren af.
Na lang aandringen werd in 1857 het Landgericht van Pleinfeld opnieuw naar Roth verhuisd. Maximiliaan II van Beieren stelde evenwel als voorwaarde dat de stad Roth het bestuurs- en gerechtsgebouw in Schloss Ratibor zou onderbrengen, waarop de toenmalige fabriekseigenaar Heinrich Stieber het hoofdblok van het kasteel aan de stad verkocht. Dwars over de binnenplaats werd een scheidingsmuur gebouwd, die het gerechtsgebouw van de leonische fabriek scheidde.
Wilhelm Stieber kwam in 1872 aan het hoofd van de firma Johann Philipp Stieber te staan en maakte het bedrijf tot een groot economisch succes. Stieber exporteerde onder meer kabels voor telegrafen, koperen stroomdraden en kerstboomversieringen. In 1891 kocht hij het volledige kasteel van de stad Roth terug. Hij gold als weldoener van de stad en werd in 1904 in de adelstand verheven, waardoor hij Wilhelm von Stieber werd.
Na zijn dood bleven zijn weduwe en zoon in Schloss Ratibor wonen. Hanns Siegmund von Stieber bracht enkele wijzigingen in de kamerinrichting aan en liet de neorenaissancistische wandpanelen in de eetzaal met zwarte verf overschilderen. Bekend is dat er in jaren twintig van de twintigste eeuw een slotkapel in Schloss Ratibor bestond.
De historische vereniging van Roth werd in 1908 opgericht. Deze had tot doel de geschiedkundige collecties van de bakker Karl Honig te beheren, die van 1904 af als Ortsmuseum in het stadhuis waren ondergebracht. De plaatselijke leraar Johann Georg Mayer was eveneens bij dit project betrokken en schreef als eerste een heemkundige studie over Roth.
Minna von Stieber, de weduwe van Freiherr Wilhelm, schonk het kasteel in 1942 aan het stadsbestuur. Dit was echter tijdens de Tweede Wereldoorlog. Ter voorkoming van beschadiging door luchtbombardementen werden de geschiedkundige verzamelingen in kisten in de stedelijke waterinstallatie verborgen. In 1952 ten slotte kreeg het museum de tweede verdieping van Schloss Ratibor toegewezen. Het nieuw ingerichte Museum Schloß Ratibor opende in 1985 de deuren. Het is van 1 maart tot 30 november geopend.

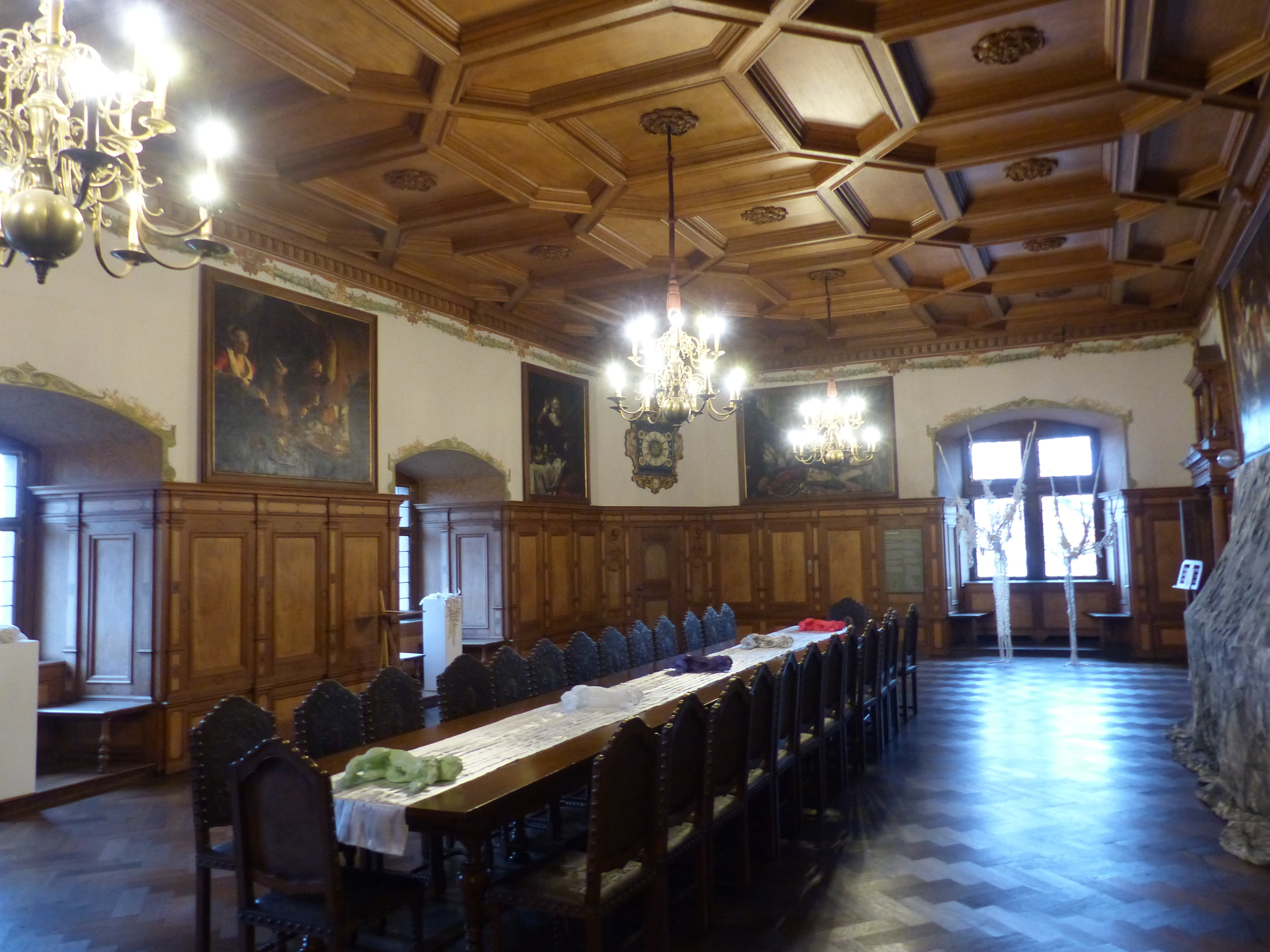
Eetzaal
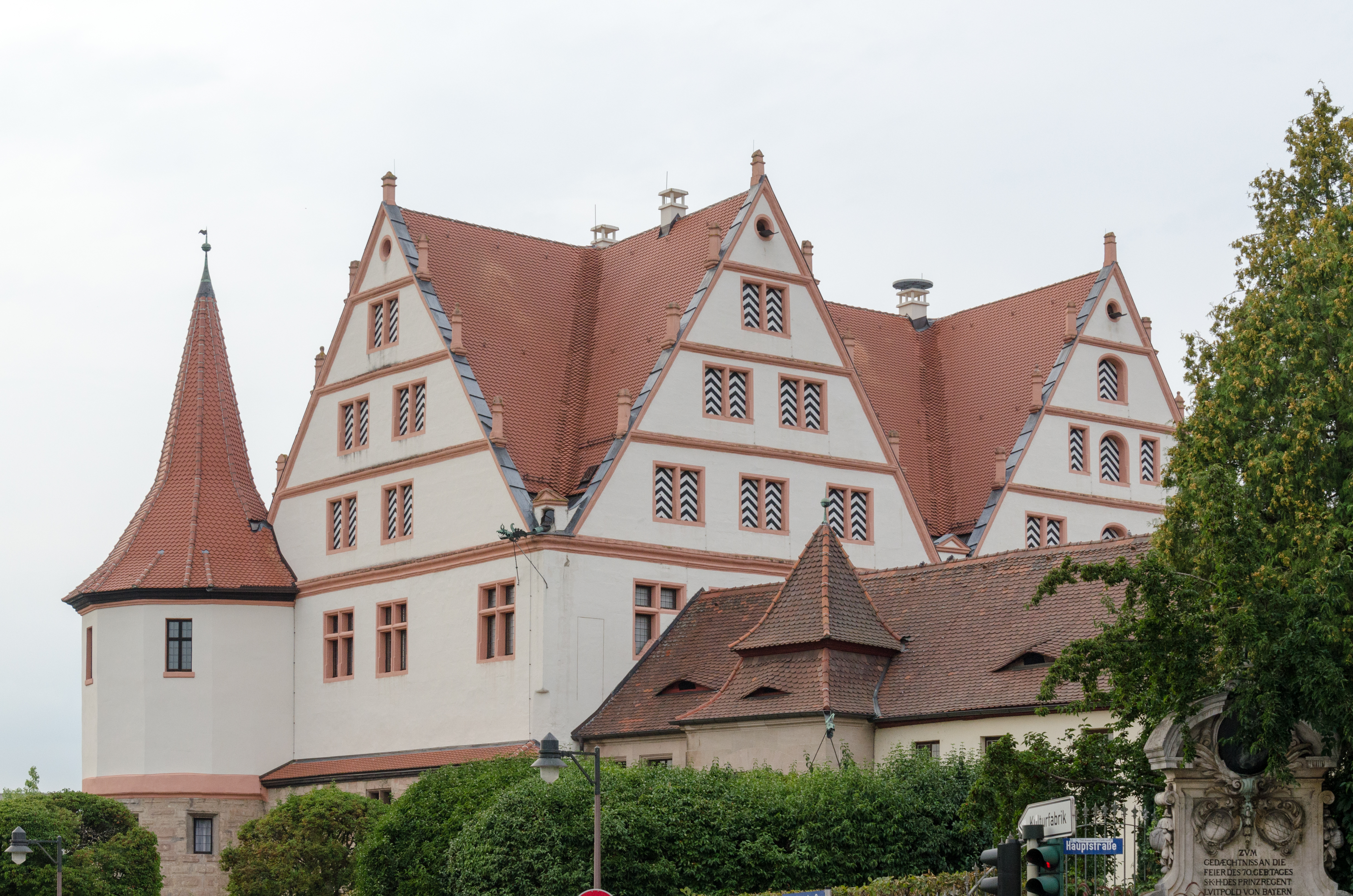
Schloss Ratibor uit het westen
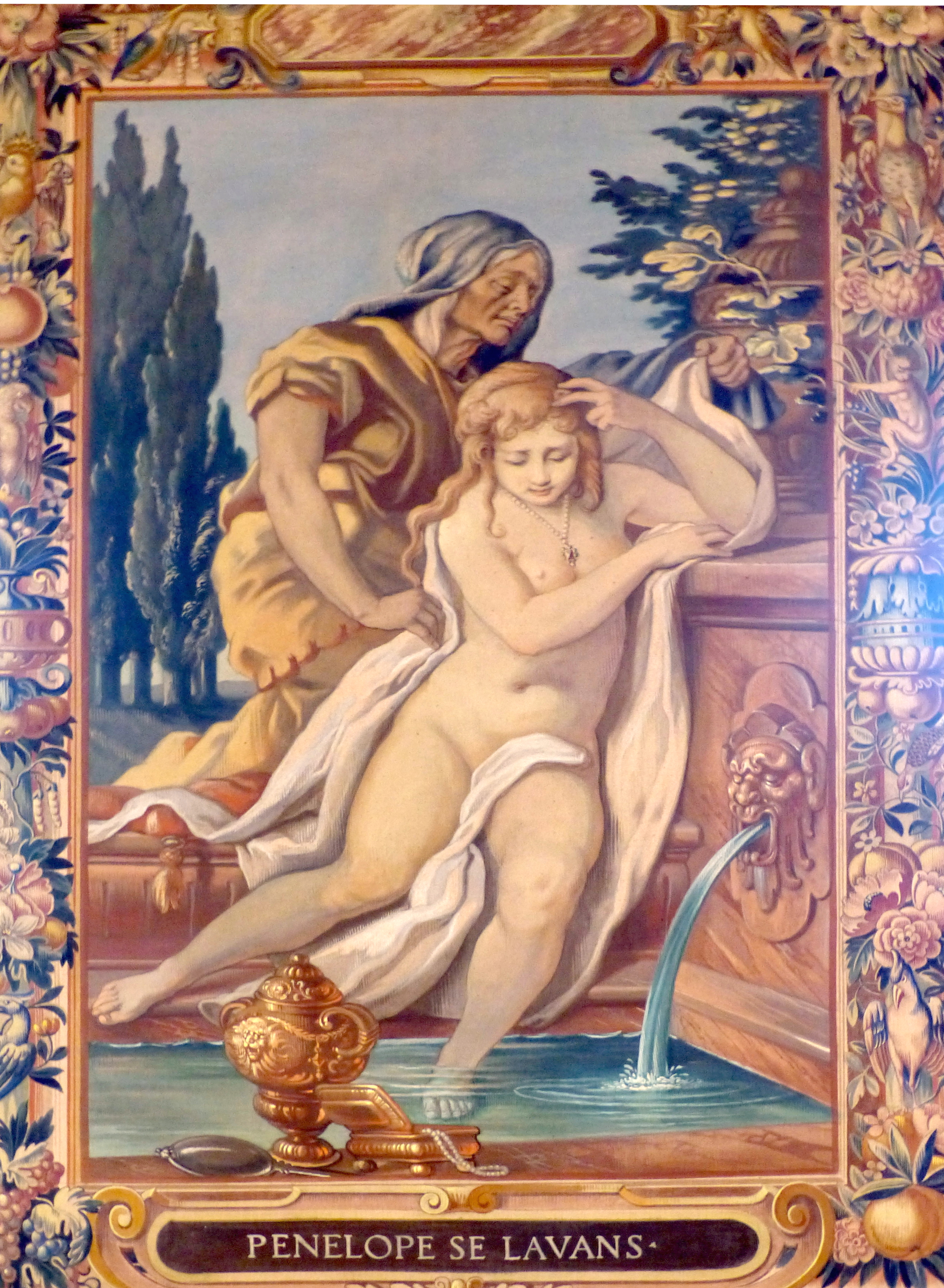
Penelope baadt; pseudowandtapijt
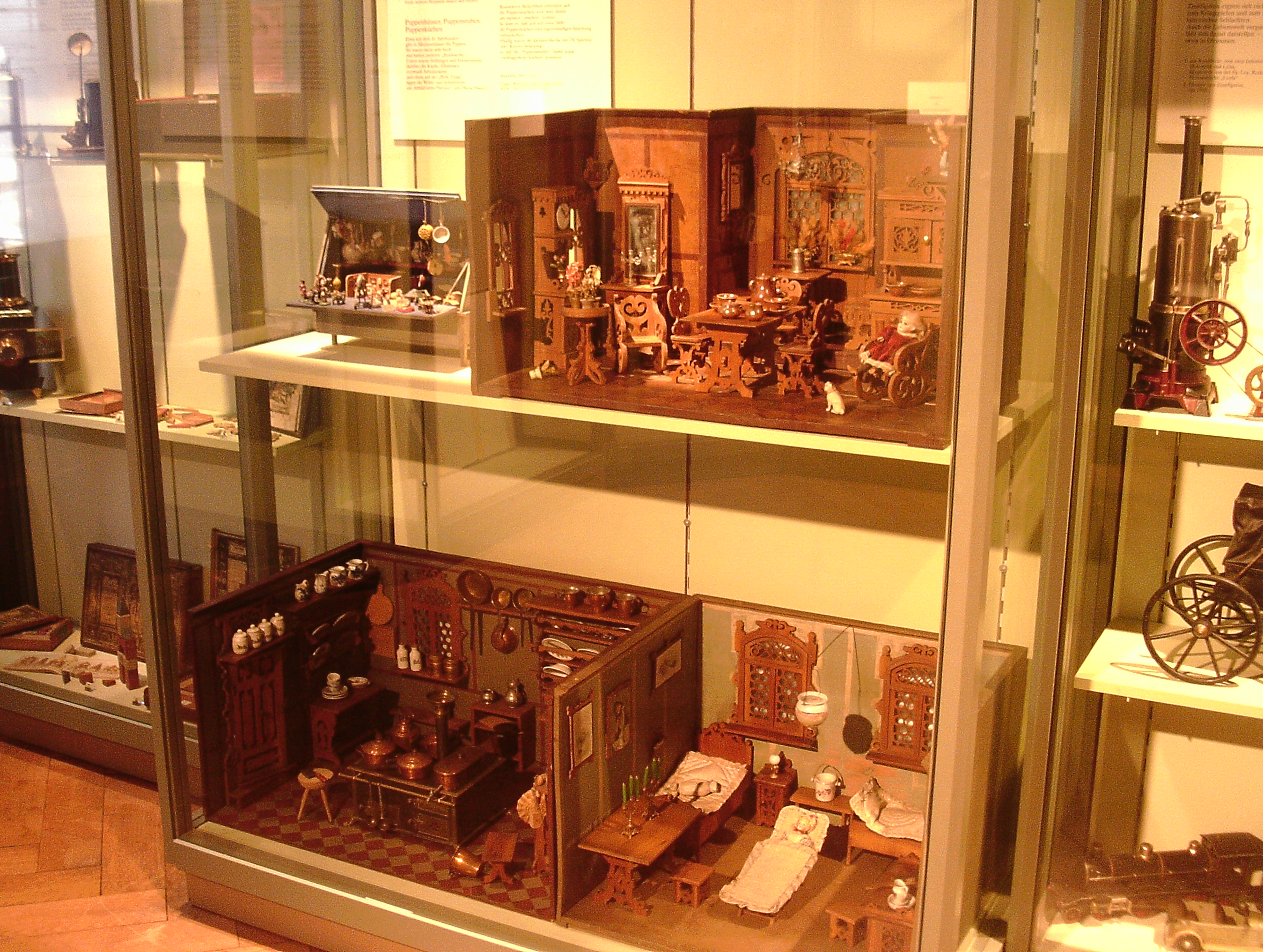
Poppenhuizen
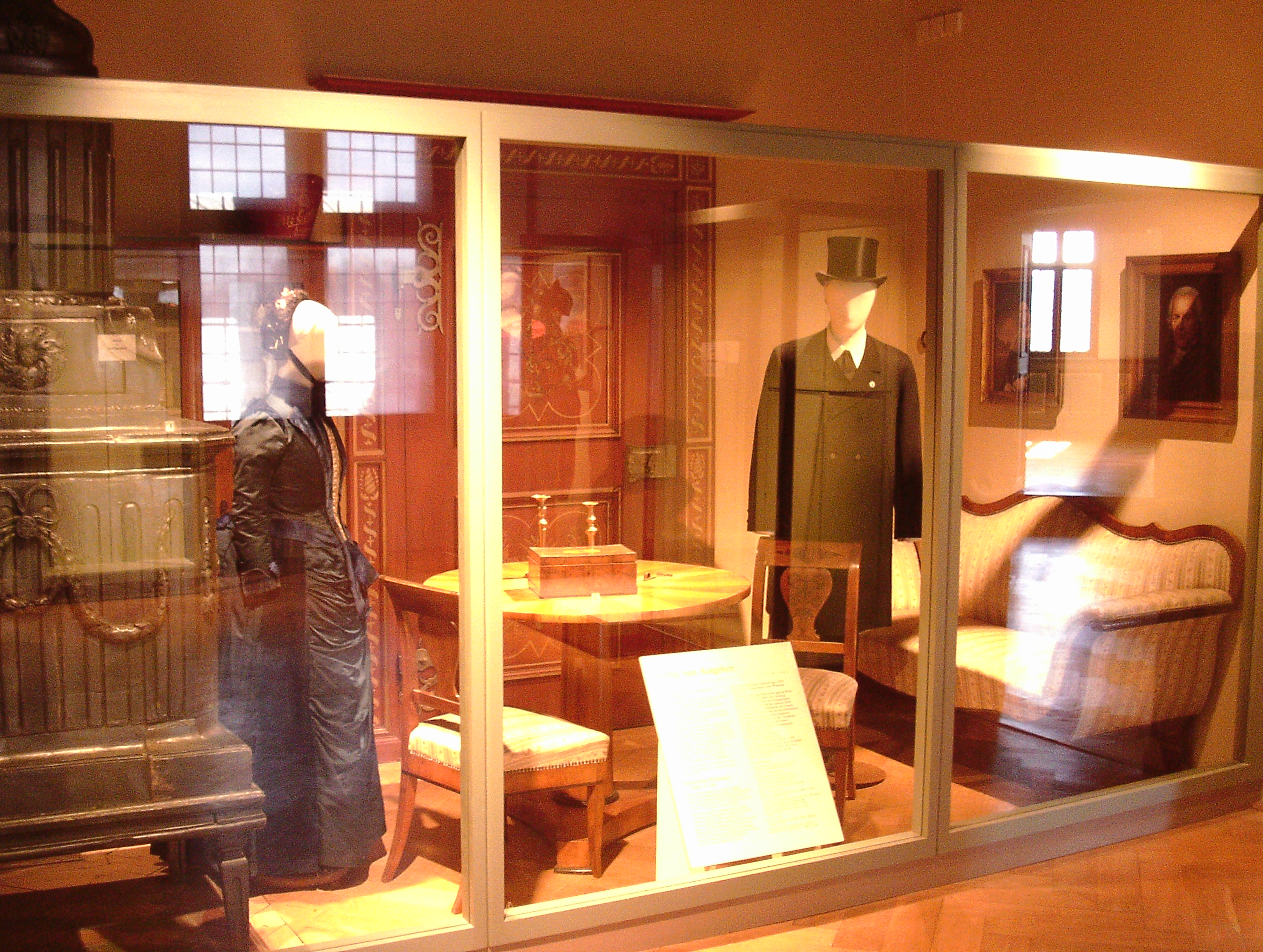
Laat-negentiende-eeuwse burgerlijke woonkamer
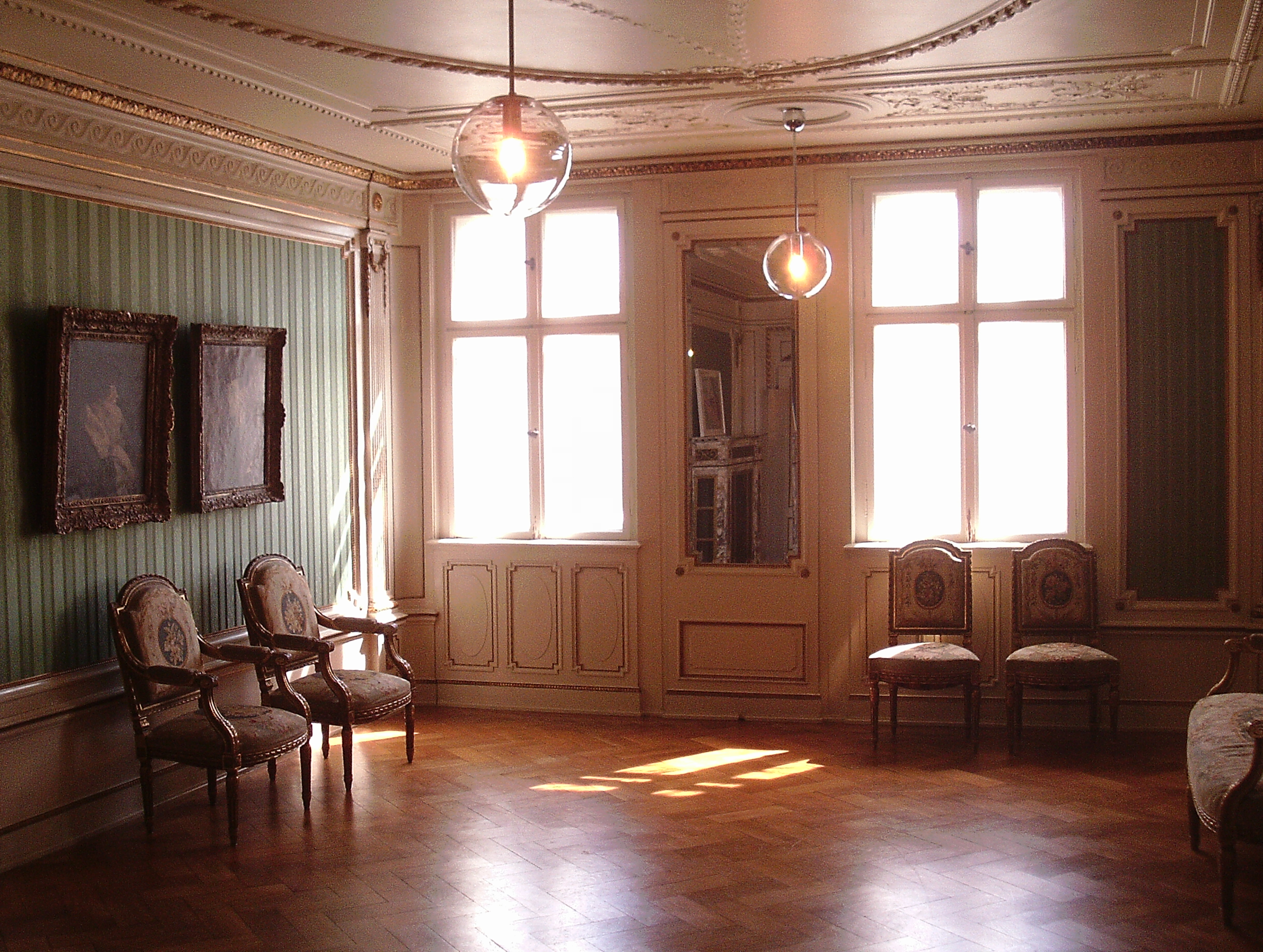
Classicistische muziekkamer
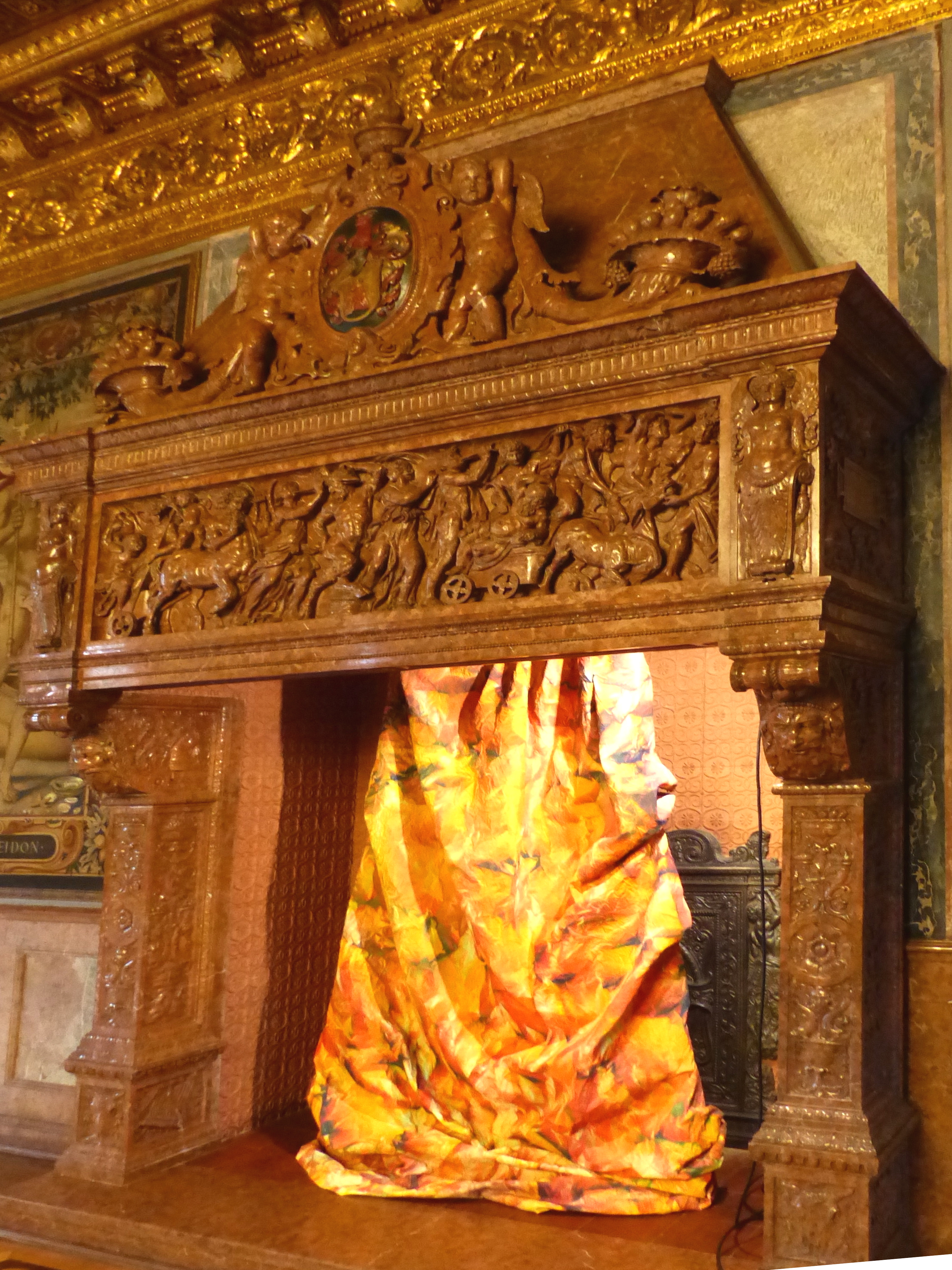
Decoratieve haard in de pronkzaal
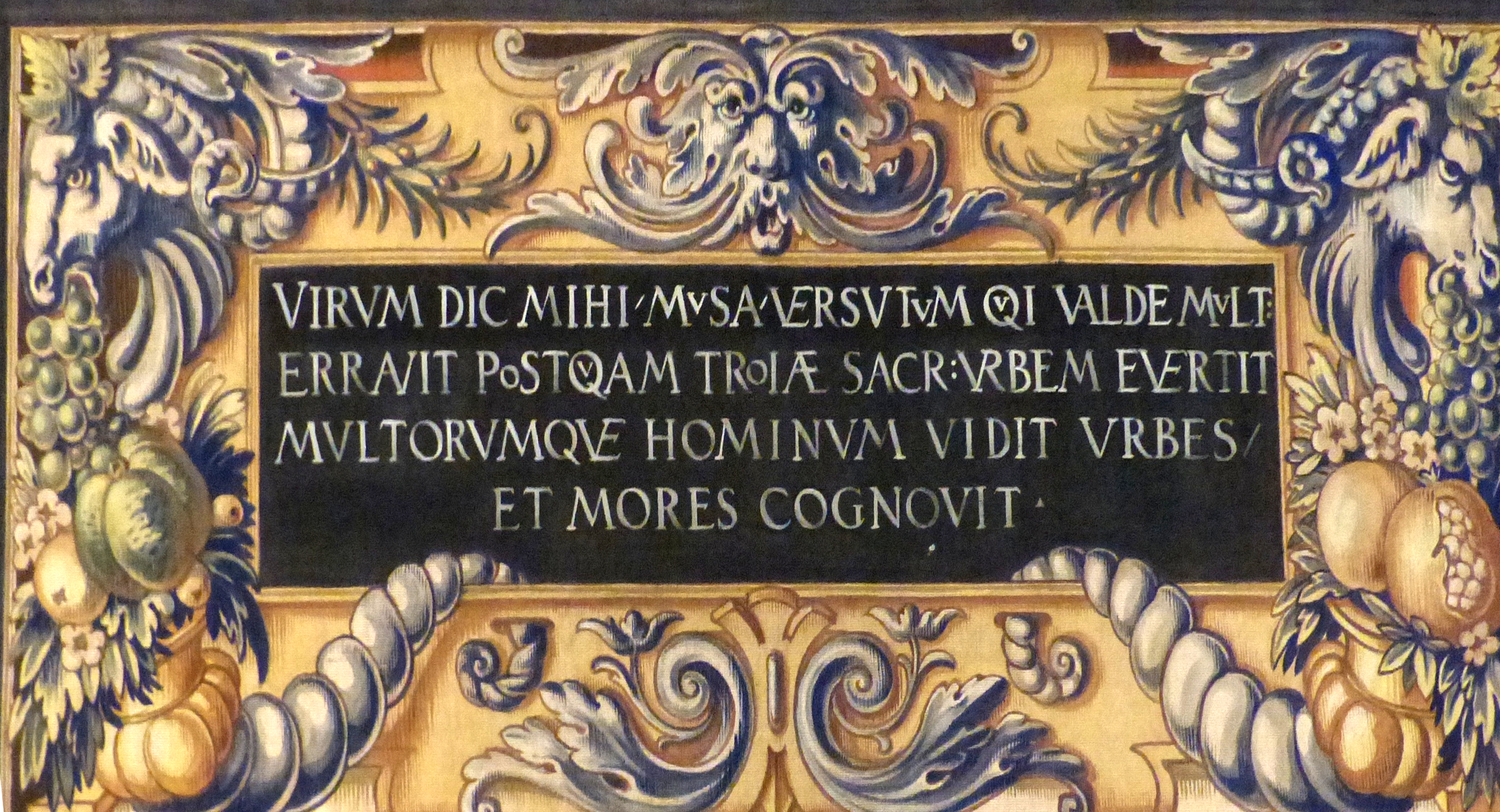
Beginregels van de Odyssee
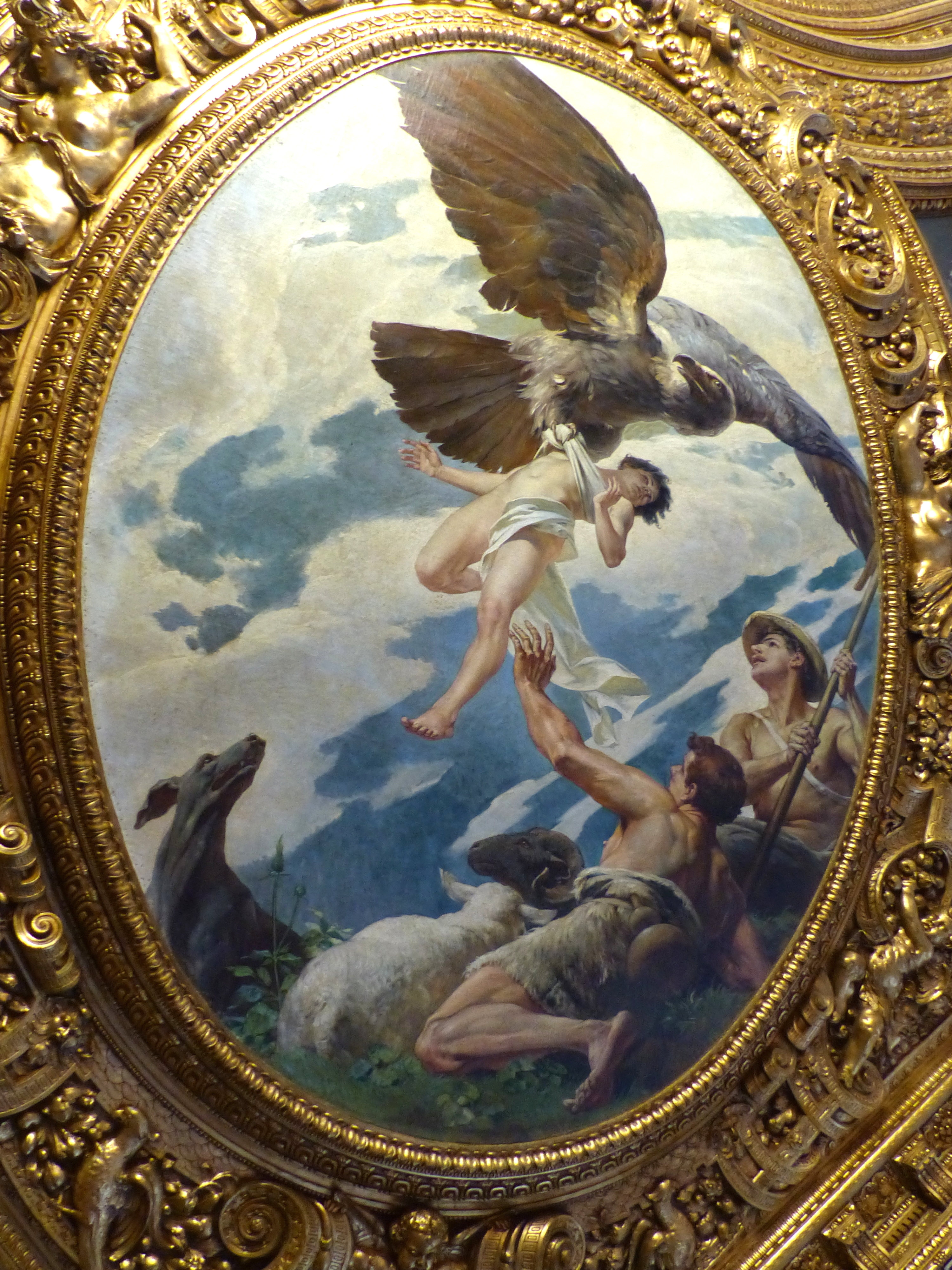
De roof van Ganymedes
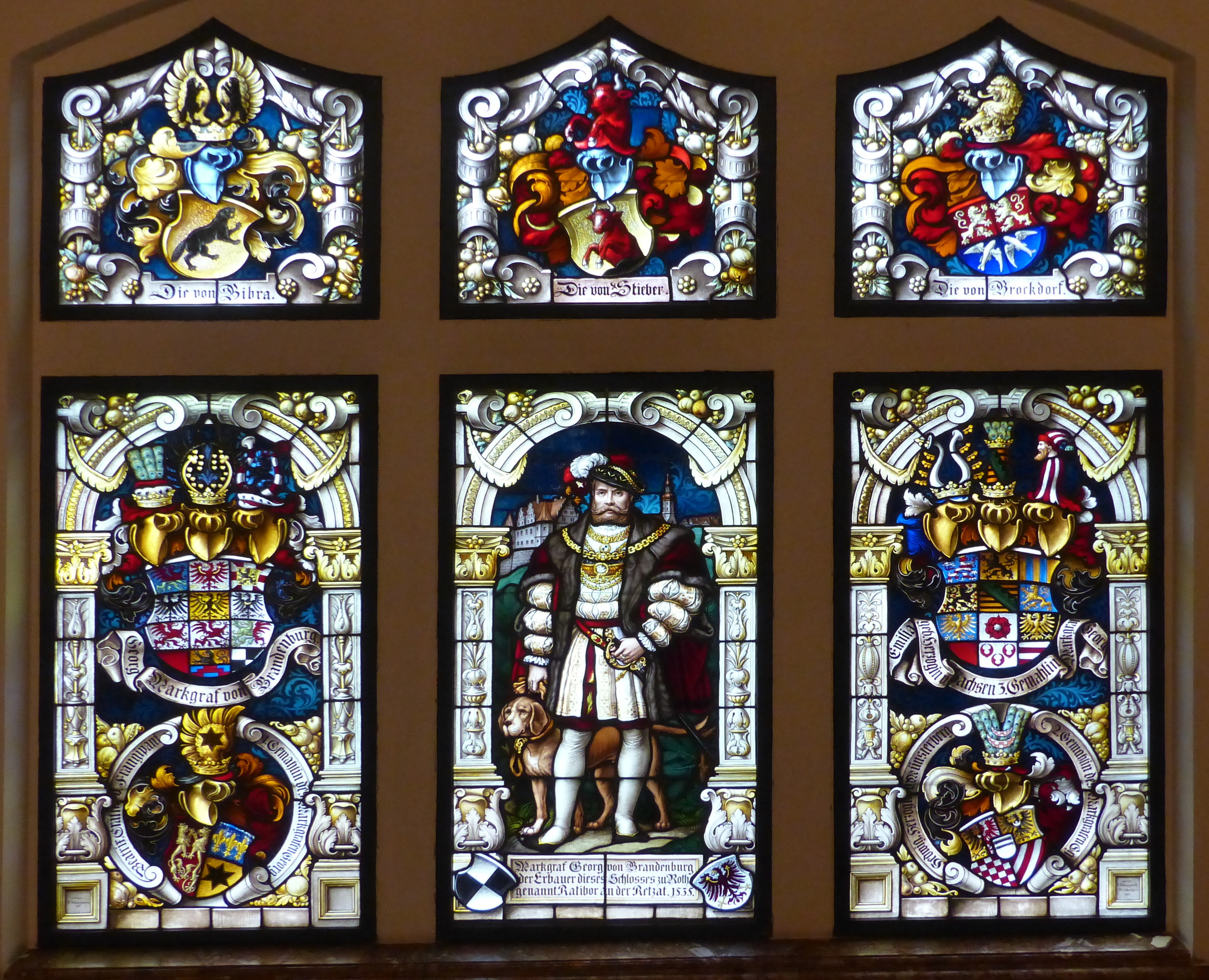
Gebrandschilderde ramen met familiewapens
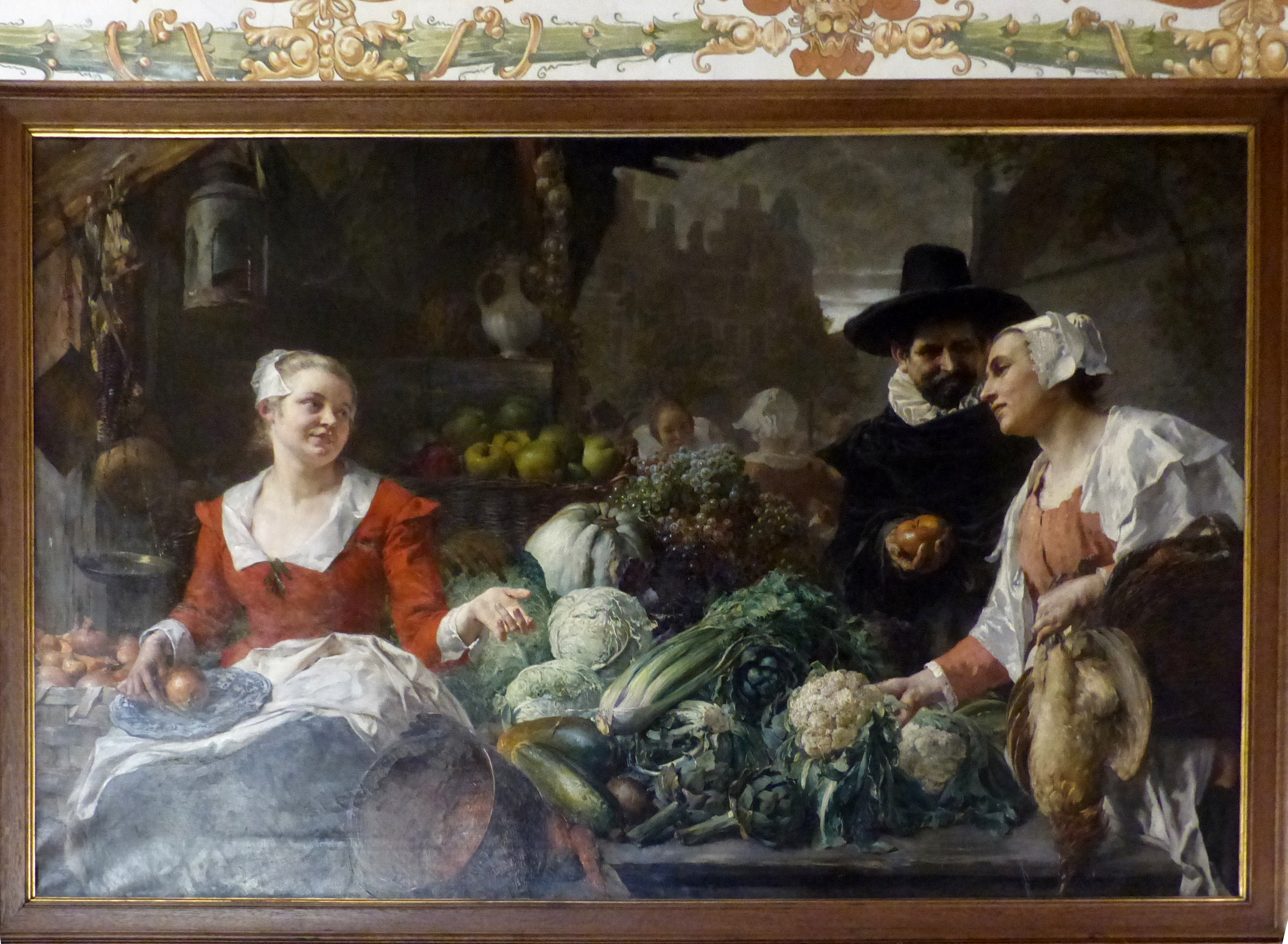
Markttafereel in Hollandse stijl
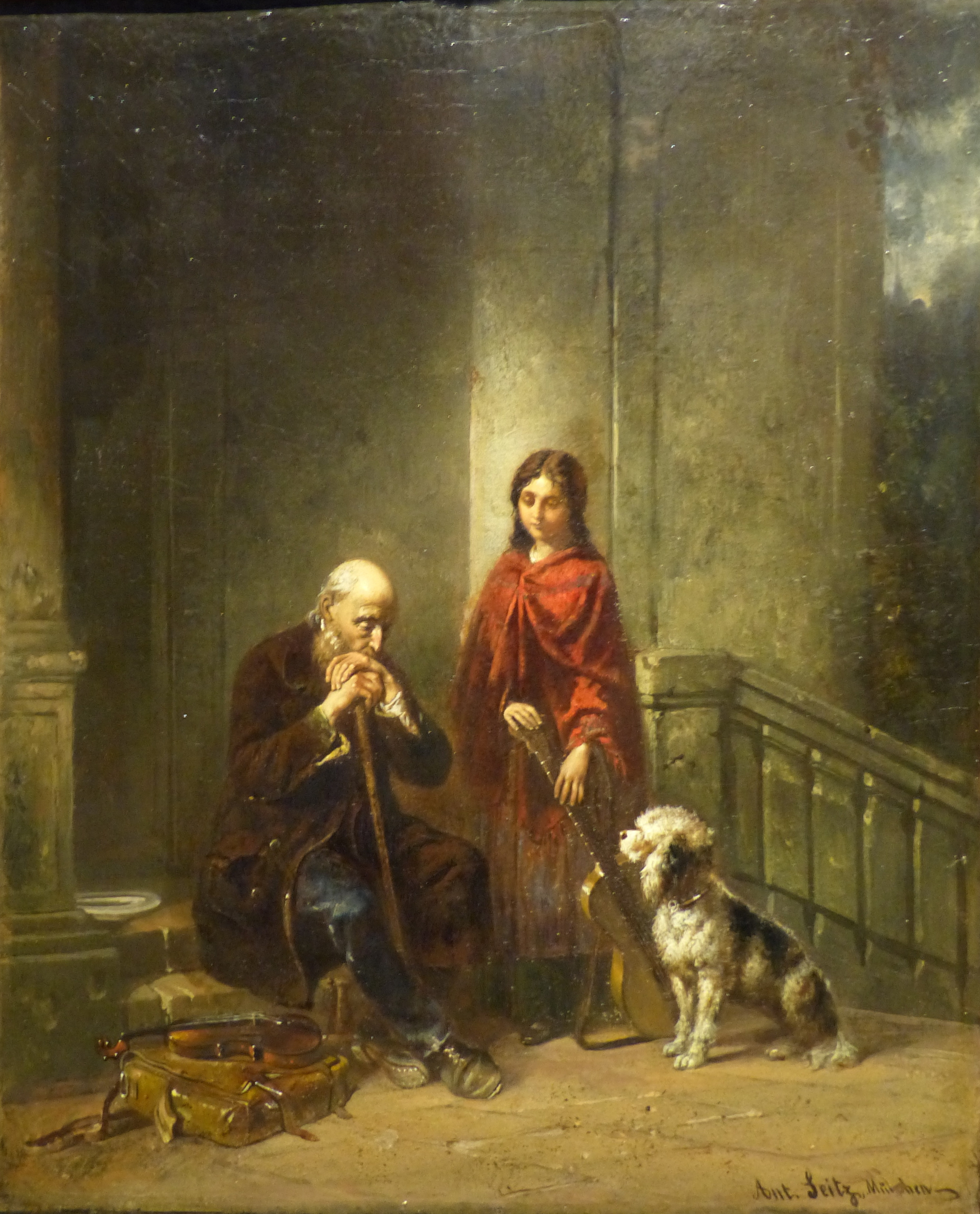
De bedelmuzikanten, door Anton Seitz